# Chelidonura hirundinina
Espèce
Synonymes
- Bulla hirundinina Quoy & Gaimard, 1833
- Chelidonura philinopsis Eliot, 1903
- Chelidonura adamsi G.F. Angas, 1867
- Chelidonura elegans L.S.R. Bergh, 1900

Chelidonura hirundinina est une espèce de gastéropode marin de la famille des Aglajidae.

## Distribution
Cette espèce se rencontre dans la zone tropicale de la région Indo/Ouest Pacifique ainsi que dans la Mer des Caraïbes.

## Habitat
Son habitat de prédilection correspond aux zones rocheuses et sableuses en eau peu profonde.

## Description
Cette espèce peut mesurer jusqu'à 4 cm mais est bien souvent de taille inférieure. Et comme tous les Chelidonura, Chelidonura punctata est doté de deux extensions postérieures ressemblant à des « queues », la gauche est plus longue que la droite.
La livrée de cette espèce est variable mais la teinte de fond du corps est souvent sombre allant du brun au noir. Le corps est parcouru de lignes marginales bleu à vert, formant une sorte de « T » sur la partie supérieure du corps. Certains individus possèdent également des lignes orange. Toutefois, tous les spécimens ont une sorte de croissant blanc plus ou moins marqué au niveau du « bouclier » arrière. Cette marque blanche peut cependant devenir gris foncé voire presque noire, la rendant difficilement détectable.
Le corps étiré est composé d'une tête dite « bouclier céphalique » de par sa forme, il n'y a pas de rhinophores mais une paire de récepteurs chimiques situés de chaque côté de la tête un peu en retrait du bouclier, dits les organes d'Hancock caractéristiques de l'ordre des Cephalaspidea. Autre particularité physique de ce genre est la présence de soies sensorielles très développées et servant à détecter les éventuelles proies.
La partie dorsale de l'animal est partiellement recouverte par le repli du parapode, sorte d'extension latérale fine du pied de l'animal formant deux lobes qui se replient sur le dos. Ces parapodes latéraux sont importants mais ils ne se rejoignent pas sur la ligne médiane.
La ponte ressemble à un amas gélatineux blanc fixé au substrat.

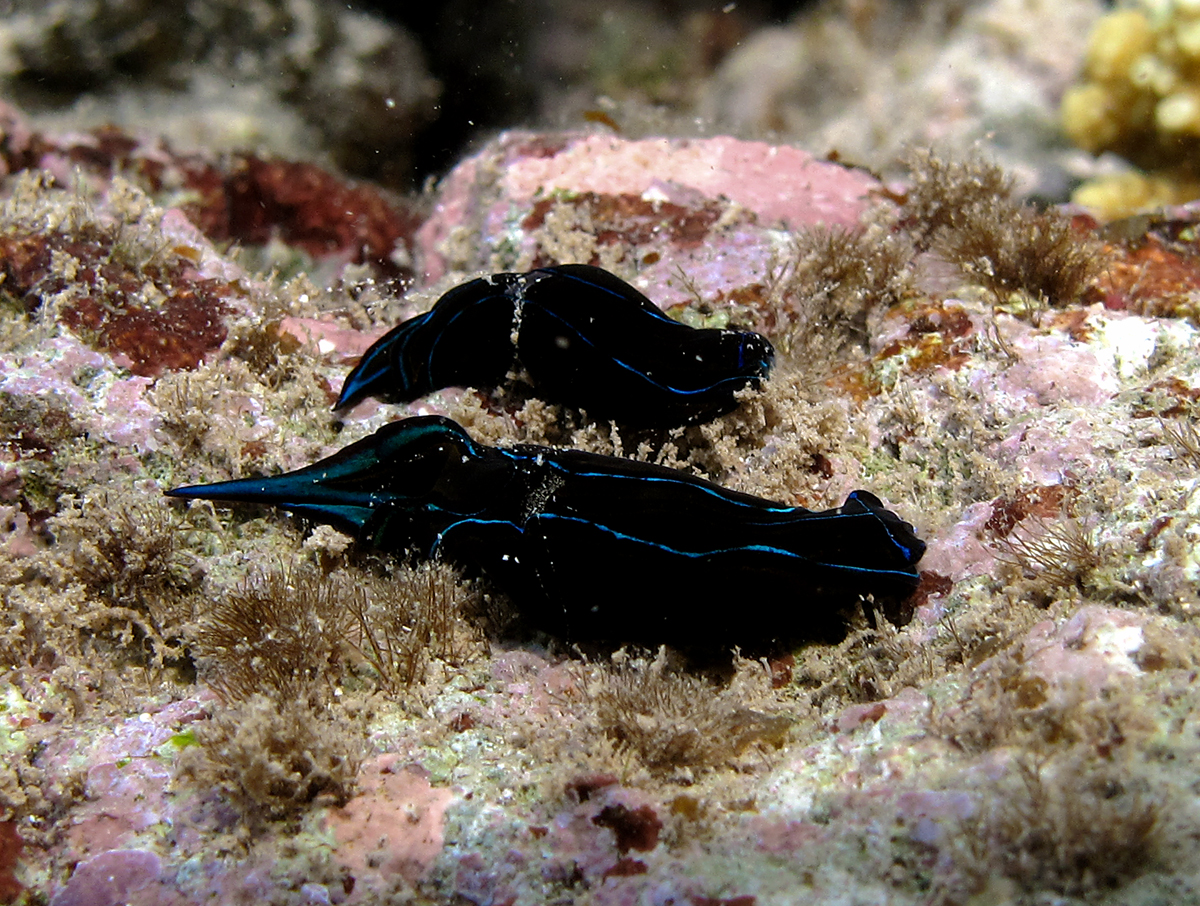
Spécimens sombres à La Réunion.
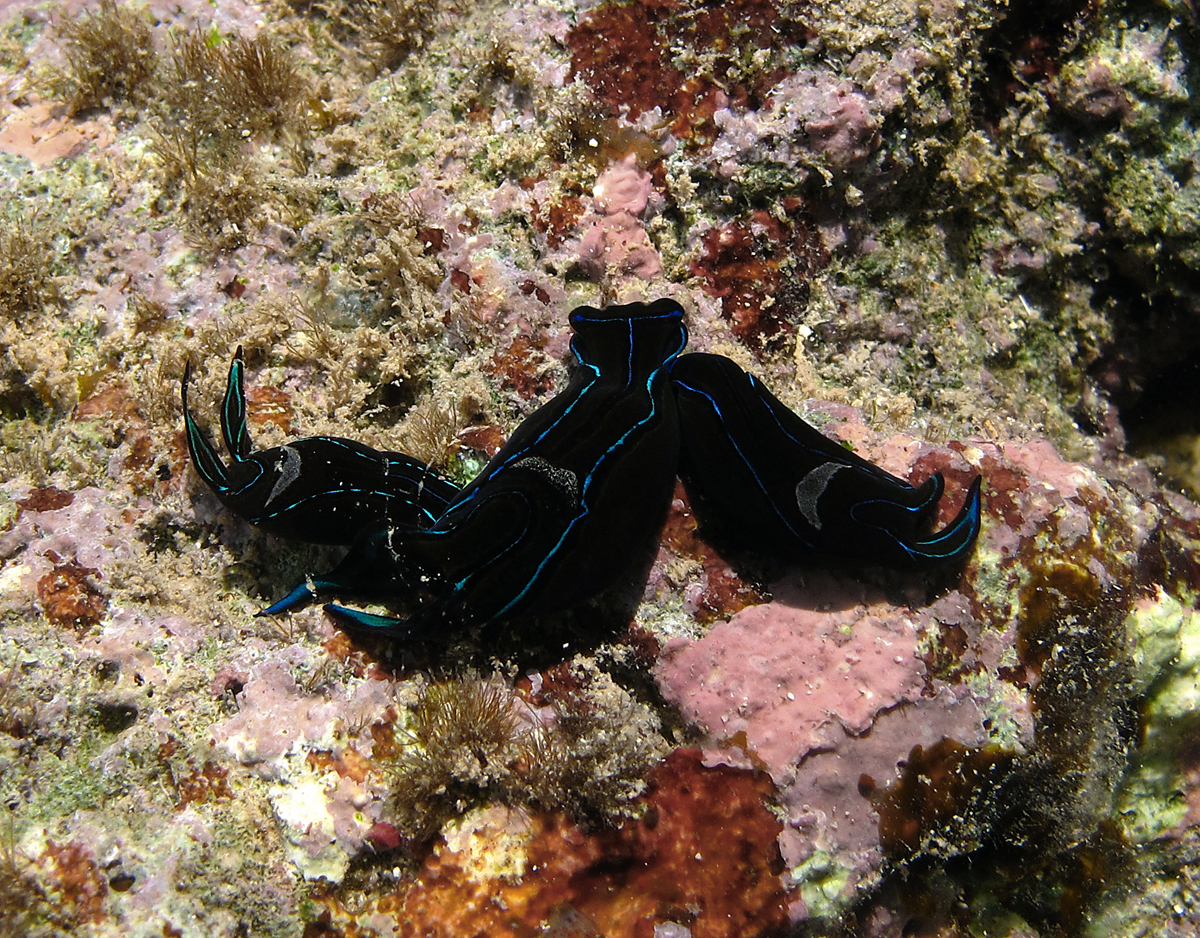

## Éthologie
Ce Cephalaspidé est un animal fouisseur benthique et a une activité tout aussi bien diurne que nocturne.

## Alimentation
Chelidonura hirundinina est un prédateur carnivore qui se nourrit de petits vers plats.